# Giovanni Antonio Cybei
Giovanni Antonio Cybei (Carrara, 3 febbraio 1706 – Carrara, 7 settembre 1784) è stato uno scultore e religioso italiano, nobile modenese, primo direttore dell'Accademia di Belle Arti di Carrara.

## Biografia

### Gli anni della formazione
Figlio di Carlo Antonio (ebreo convertitosi al cristianesimo nel 1700) e Maria Maddalena Carusi, Giovanni Antonio Cybei, terzo dei cinque figli avuti dalla coppia, resta orfano di entrambi i genitori ad appena quattro anni. Accolto nella famiglia del nonno materno, lo scultore Giovanni Carusi, viene avviato da quest'ultimo all'arte dello scalpello, e presto finisce sotto l'ala protettiva del già affermato artista Giovanni Baratta, cugino della madre Maria Maddalena.

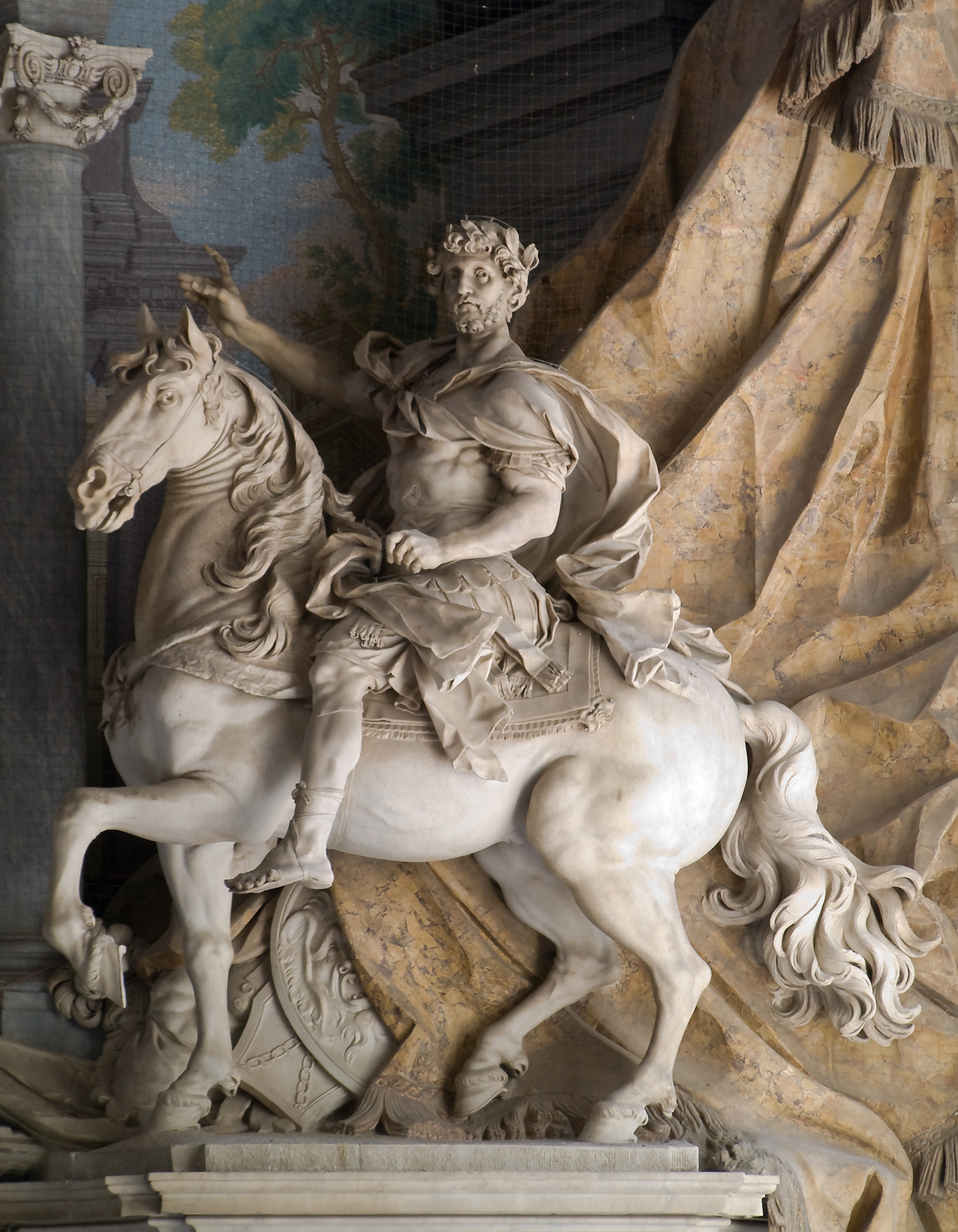
Il Carlomagno di Agostino Cornacchini

Grazie alle raccomandazioni del celebre parente, Giovanni Antonio arricchisce la propria formazione portandosi a Roma nella bottega di Agostino Cornacchini, proprio nel momento del suo massimo successo. Il giovane artista rimane nella città pontificia dal 1722 al 1727, collaborando alla realizzazione del monumentale Carlo Magno per la basilica di San Pietro e delle altre, numerose commissioni affidate al Cornacchini in quel tempo (tra le quali il restauro del gruppo del Laocoonte). Richiamato in patria dal Baratta, Cybei si reca quindi con lui a Torino per completare, e sovrintendere all'installazione, della serie di quattro dottori della chiesa per la Cappella di Sant'Ubaldo alla Reggia di Venaria Reale. Ricevuto dallo Juvarra e ottenuta una patente di scultore reale in marmo da Vittorio Amedeo I di Savoia, Giovanni Antonio non può approfittare a lungo della favorevole situazione a causa della guerra di successione sabauda, e dal 1730 risiede stabilmente a Carrara. 
Da questo momento Cybei affianca Giovanni Baratta in maniera sempre più stretta, partecipando alla realizzazione delle grandi commissioni in marmo per il Palacio Nacional di Mafra (Portogallo), e La Granja de San Ildefonso per Filippo V di Spagna (altra architettura dello Juvarra). Deciso tuttavia ad abbandonare l'arte, Cybei intraprende la carriera ecclesiastica diventando prima chierico (1738) quindi Sacerdote (1739); da allora, secondo l'uso settecentesco, sarà nominato sempre come “Abate Cybei”.

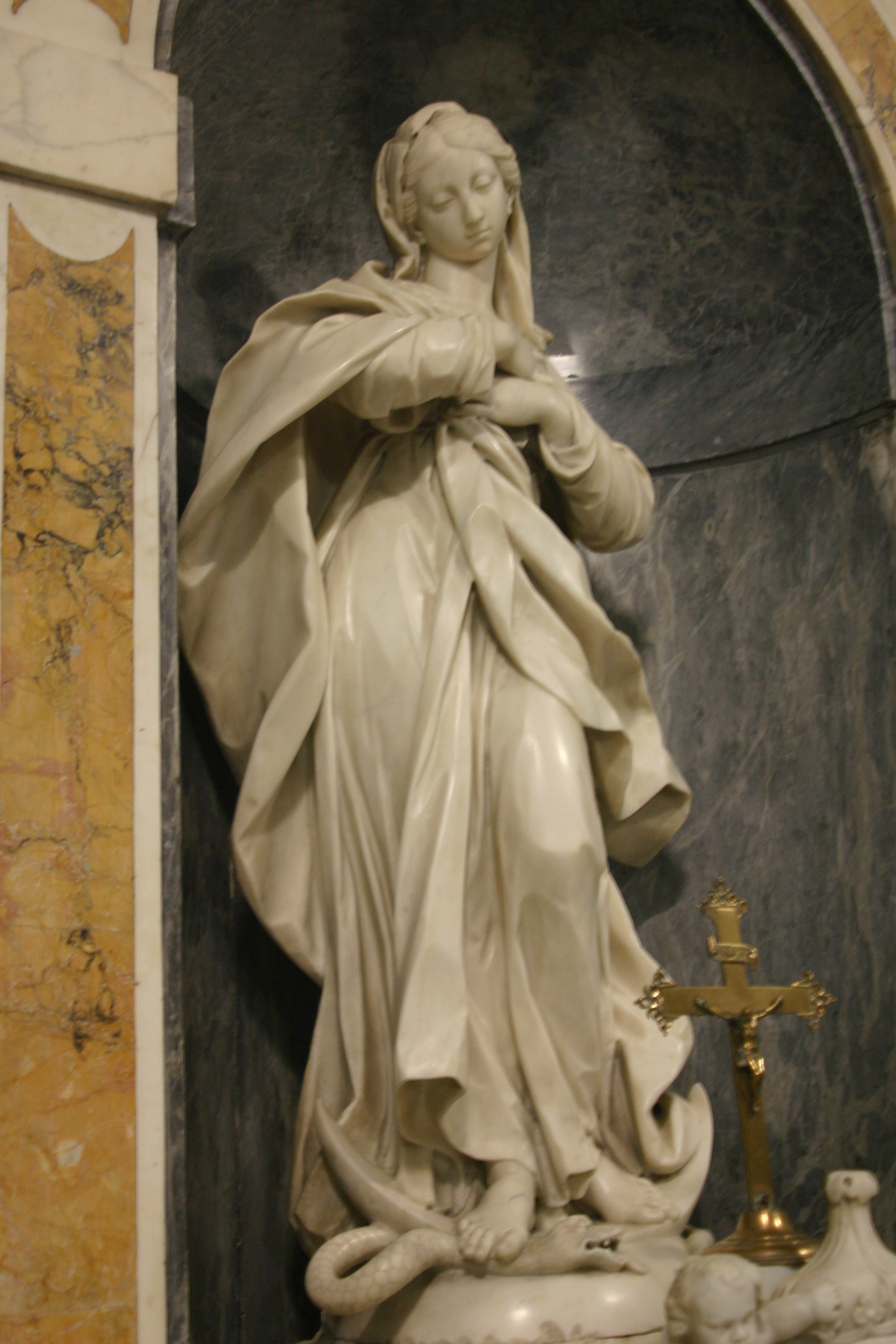
Immacolata Concezione, Ospedale Civico di Carrara

### Alla guida della bottega Baratta
L'allontanamento dalla bottega è del tutto effimero, ed anzi, dal 1742 è proprio Cybei a trattare con i committenti e a firmare gli accordi al posto dell'ormai anziano maestro.
Due grandi imprese tengono lo studio impegnato per un decennio: la realizzazione dell'intero apparato decorativo della grande cappella nel Santuario di Montenero presso Livorno, compresa la grandiosa "Gloria della Vergine" dell'altare maggiore (terminata solo nel 1752) e l'analoga Gloria dell'Assunta per la Cattedrale di Sarzana (1744). 
Negli stessi anni inizia ad accettare lavori in proprio, fornendo le sculture per la cappella di Sant'Agostino (o de'Fieschi) ancora nella cattedrale di Sarzana, un'allegoria della Purezza per la Chiesa di Santa Caterina a Lucca, una Immacolata Concezione per la Cappella Berettari in Carrara (oggi nella cappella ottocentesca dell'ospedale civico), la grande macchina da processione della Madonna del Rosario per il Duomo di Carrara, e una serie di lavori per la residenza dei Marchesi Remedi a Sarzana.

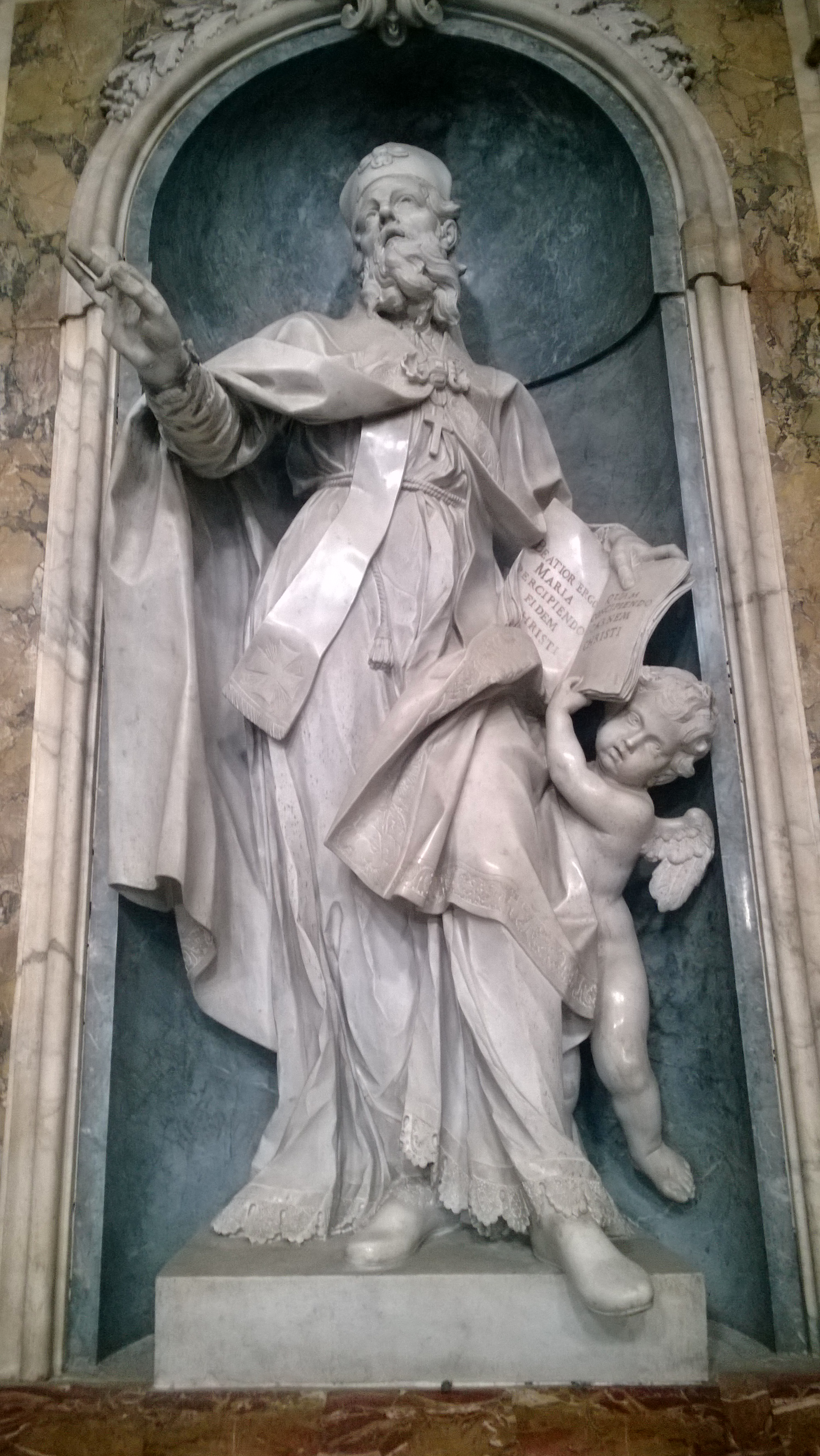
S.Agostino, Cattedrale di Sarzana

### Il ritorno a Roma e l'incontro con Corrado Giaquinto
Ottenuto il titolo di Cappellano della Santissima Annunziata nel Duomo di Carrara grazie a una disposizione testamentaria del defunto Giovanni Baratta (†1747), con i relativi benefici ecclesiastici, Cybei si trova finalmente "in istato di no essere più obbligato ad operare per vivere comodamente" e medita l'abbandono definitivo della scultura.
Nel 1750 si trasferisce a Roma e si dedica all'arte della pittura nello studio di Corrado Giaquinto.
La bottega Baratta non poteva tuttavia rimanere senza una direzione a lungo, e come ricorda il Tiraboschi
"..tante furono le preghiere, e le istanze, che gli vennero fatte, che finalmente s'indusse ad incaricarsi della direzione de'giovani studiosi dell'Arte, e poscia ancora a ripigliar lo scalpello"

### Il successo presso le corti europee

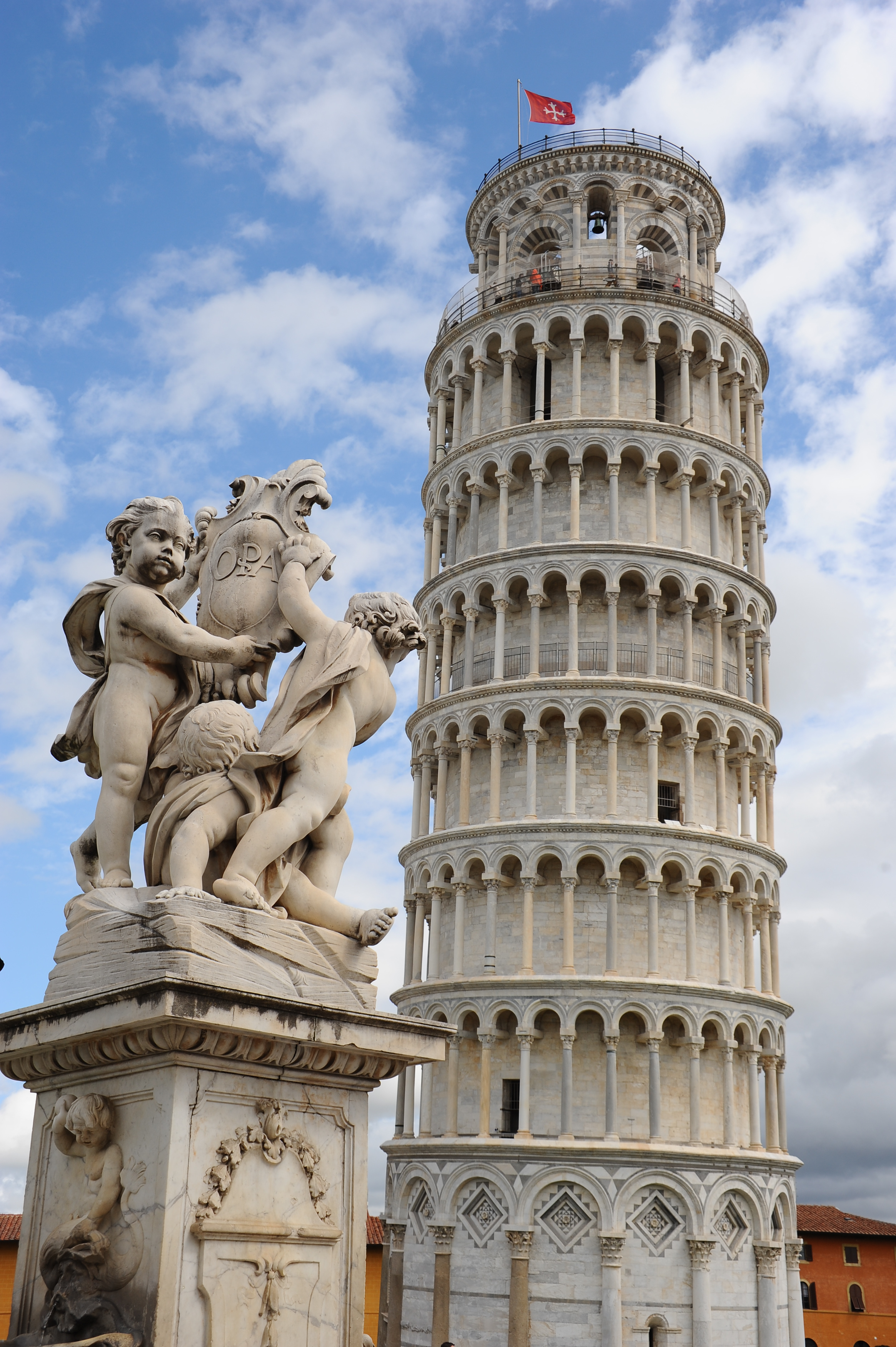
La Fontana dei Putti a Pisa

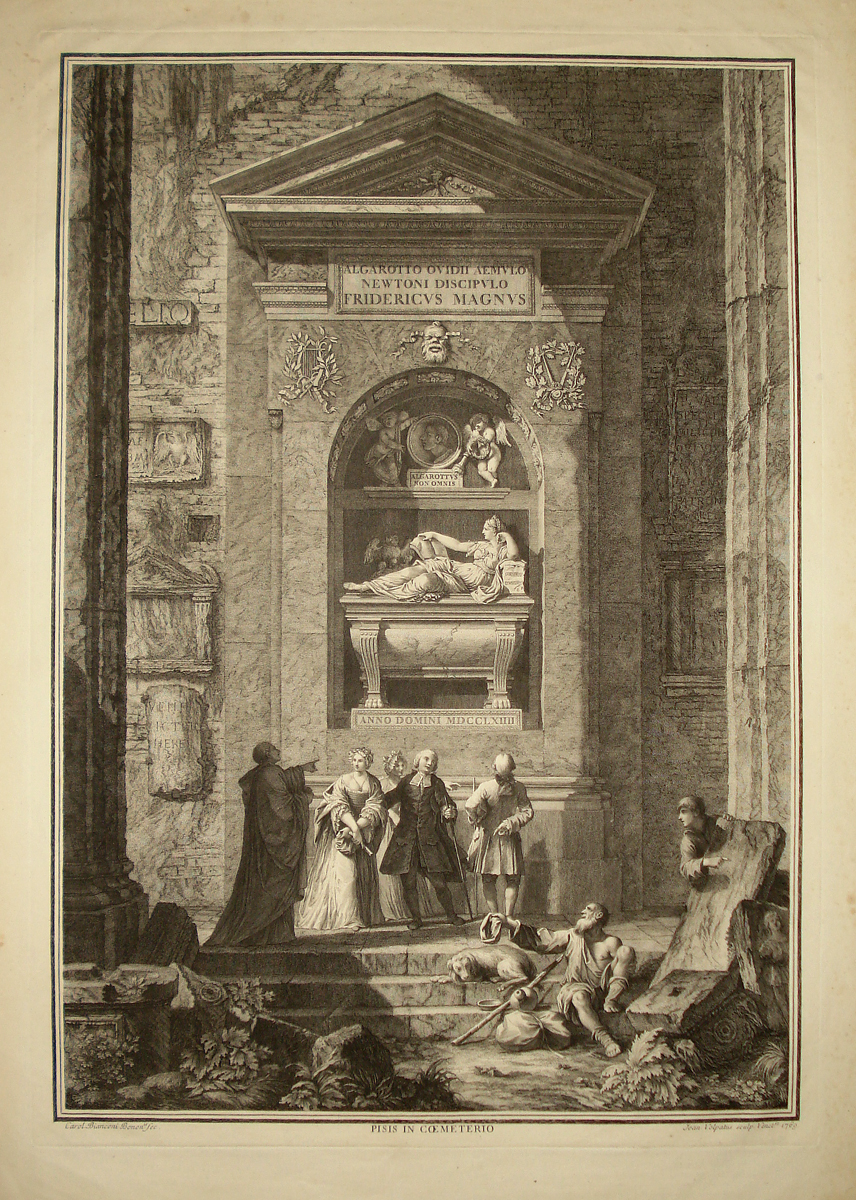
Il Monumento Funebre di Francesco Algarotti inciso da Giovanni Volpato

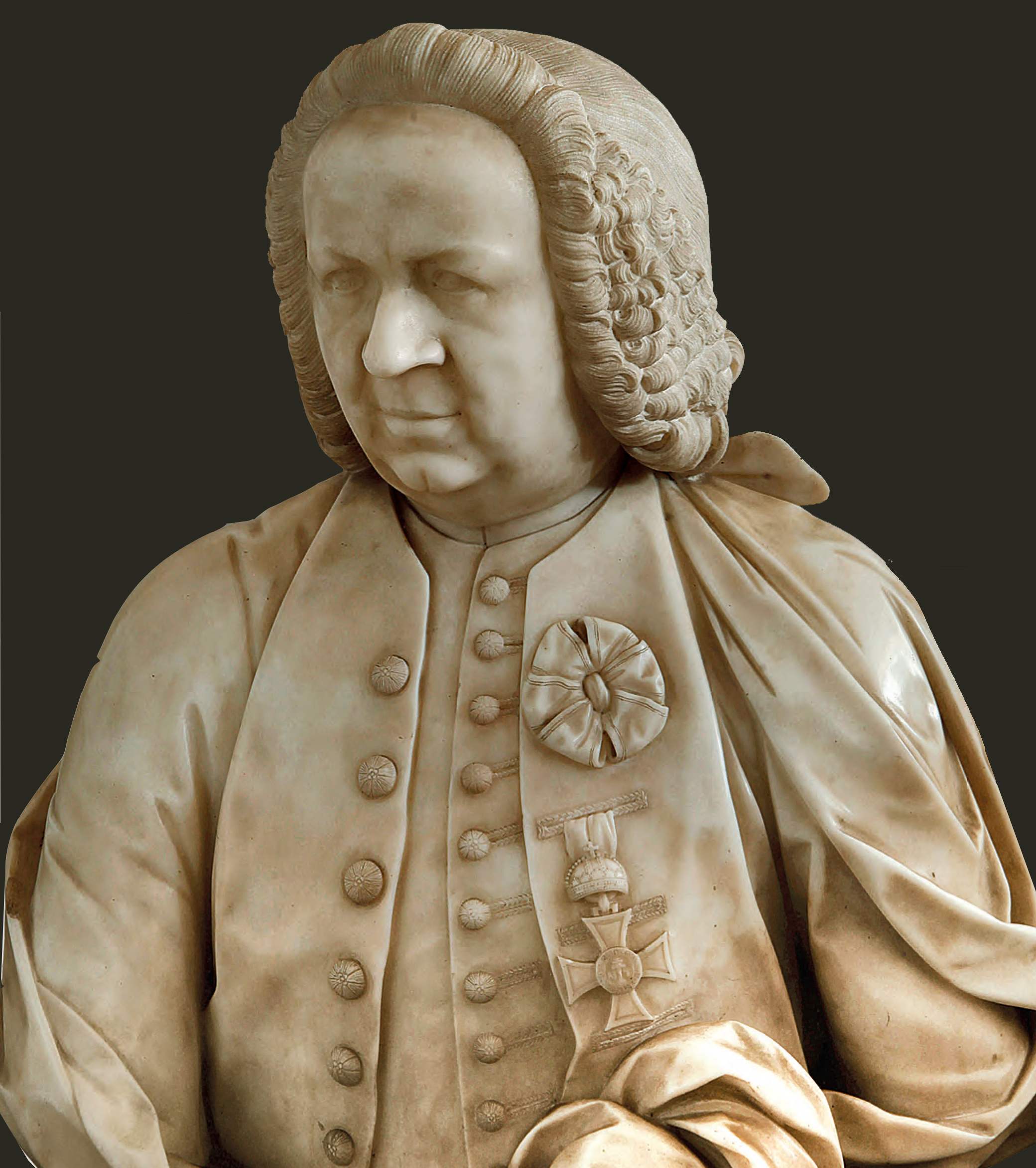
Busto di Pompeo Neri dalla collezione di Vittorio Sgarbi

Rientrato a Carrara nel 1752 Cybei porta a termine una prima importante commissione con l'esecuzione dell'apparato scultoreo per il monumento funebre del Cardinale Giulio Alberoni, destinato alla Chiesa di San Lazzaro presso il Seminario da lui fondato nei pressi di Piacenza e negli anni seguenti si dedica alla guida dello studio Baratta realizzando un gran numero di opere a carattere decorativo in collaborazione con i principali mercanti di Carrara, ma anche con alcuni mercanti Olandesi stanziati a Livorno. 
Il periodo dei maggiori successi si apre nel 1765 con l'installazione nella Piazza del Duomo di Pisa, del gruppo monumentale della Fontana dei Putti e la prestigiosa commissione di nove statue (le quattro stagioni, i quattro elementi, e un Apollo) destinate ai giardini del Castello di Rheinsberg nel Brandeburgo, residenza del Principe Enrico di Prussia, fratello di Federico il grande. 
Al 1768 data il monumento funebre del Conte Francesco Algarotti per il Camposanto monumentale di Pisa, su modelli di Mauro Tesi e Carlo Bianconi, conosciutissima anche grazie all'incisione di Giovanni Volpato.
Nel 1769 ottiene l'incarico di primo Direttore della neonata Ducale Accademia delle Belle Arti di Carrara che manterrà fino alla morte.
Nel 1770 conosce a Pisa l'ammiraglio Aleksej Orlov, ammiraglio della Marina Imperiale Russa di stanza a Livorno, di rientro dalla vittoria di Çeşme, ed esegue il suo busto ritratto, quello dell'Imperatrice Caterina II (oggi al Museo dell'Ermitage e del fratello Grigorij Grigor'evič Orlov, ed infine un monumentale gruppo con Caterina II trionfante nella guerra contro la Turchia per il tribunale distrettuale di San Pietroburgo, distrutto nei fatti rivoluzionari del 1917. 
Nello stesso periodo ritrae in marmo anche il Granduca di Toscana Pietro Leopoldo di Lorena, in duplice copia, una oggi a Pisa nel Museo nazionale di palazzo Reale, l'altra a Londra, Victoria and Albert Museum, il suo ministro Pompeo Neri e il di lui padre Giovanni Bonaventura Neri Badia, questi ultimi oggi nella collezione privata di Vittorio Sgarbi. 
Nel 1774 Cybei completa la sua opera più conosciuta, il monumento equestre del Duca Francesco III d'Este per la piazza di Sant'Agostino a Modena; per l'occasione vengono organizzati grandi festeggiamenti e si pubblica un volume di poesie encomiastiche;

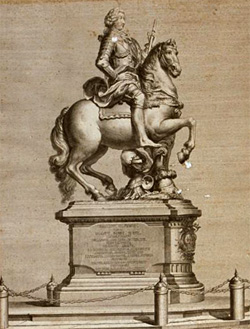
Il Monumento a Francesco III d'Este (già Modena, Piazza Sant'Agostino) inciso da Michel Angelo Borghi

 Oltre alle convenute retribuzioni economiche e a una scatola d'oro omaggio della comunità di Modena, l'autore ottiene in questa occasione anche una patente nobiliare. L'imponente opera è stata poi atterrata nei tumulti rivoluzionari del 1797. 
L'esperienza modenese è anche l'occasione per l'incontro dell'artista con Girolamo Tiraboschi, suo primo biografo, e porta alla realizzazione di altri tre busti-ritratto, quello di Carlo Sigonio e di Ludovico Antonio Muratori per la Biblioteca Estense e quello della Duchessa Maria Teresa in terracotta, oggi nell'Accademia di Belle Arti di Carrara, la cui versione in marmo si trova sul Monumento funebre della stessa, realizzato nel 1820 da Giuseppe Pisani nel Tempio della Beata Vergine della Ghiara di Reggio Emilia.
In questi anni non mancano anche commissioni di opere a carattere religioso, quali l'altare dei Santi Fondatori e le statue a tutto tondo di San Luigi di Francia e di Sant’Enrico Imperatore per San Ferdinando a Livorno (1768), l'altare “del Riscatto” per il Duomo di Carrara, il San Giovanni Battista per il Battistero di Volterra e le statue di San Silvestro e San Domenico per la facciata della Chiesa di San Silvestro a Pisa

### Gli ultimi anni
L'ultima importante commissione è quella per il gruppo dell'Assunta (1774-1778), destinato a sovrastare il portale maggiore della Cattedrale di Savona, oggi inglobato nella facciata ottocentesca di Guglielmo Calderini. 
Un'ultima prova nel campo della ritrattistica nella Chiesa di San Martino a Pisa, con il monumento funebre del Marchese Francesco Del Testa, 1780

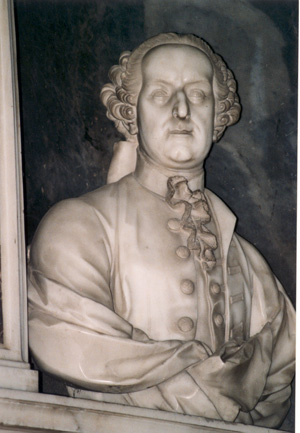
Busto del Marchese Francesco del Testa

Divenuto Canonico Primicerio (grazie ad un canonicato dedicato a San Raffaello creato dallo stesso artista nel 1774), Giovanni Antonio Cybei muore a nella sua abitazione (nell'attuale Via Finelli), il 7 settembre 1784, ed è sepolto nell'oratorio attiguo al Duomo di Carrara, ai piedi dell'altare maggiore, dove è ancora visibile la sua lastra tombale: 
JOHANNES ANTONIUS CYBEI NOBILIS MUTINES. QUOD VENIAT IMMUTATIO EJUS OBIIT VII IDUS SEPTEMBR. ANN. MDCCLXXXIV AETATIS SUAE LXXVIII»
(Iscrizione sul sepolcro di Giovanni Antonio Cybei)
Suo erede universale è il nipote Tommaso Carusi, che da allora adotta il doppio cognome di Carusi Cybei.